# Sechutice
Sechutice (dříve též psáno Sehutice, Sechutic, Sechutitz) je zaniklá vesnice západně od Hadačky, čtyři kilometry jihozápadně od Kralovic. Dnes na jejím místě stojí stejnojmenný barokní dvůr, kulturní památka.

## Středověk
Když kníže Vladislav II. zakládal roku 1144 plaský cisterciácký klášter, věnoval mu čtyři vsi, z nichž jednou byly právě Horní Sechutice. V roce 1184 získal klášter i Dolní Sechutice (ves nebo dvůr), když jej spolu se dvorem Kočín vyměnil za ves Tuškov (dnes zaniklou) s knížetem Bedřichem. Plaští cisterciáci následně obě vsi zrušili a postavili vlastní grangii.
Na počátku 14. století vznikla na pozemcích grangie opět ves a roku 1307 je poprvé připomínána ves Výrov, založená pravděpodobně na místě dřívějších Dolních Sechutic. Kolem samotného dvora vznikla také ves, osídlení bylo doloženo archeologicky. Sechutická grangie zůstala zachována i poté, co plaští cisterciáci opustili dvorské hospodaření (např. roku 1346 byla zrušena grangie v Kaznějově).
Asi sto metrů východně od dvora se v poli dochovalo kruhové tvrziště s průměrem asi padesát metrů. Tvoří jej centrální pahorek obklopený zaneseným příkopem a nevýrazným valem. Povrchovými sběry byly na místě získány keramické střepy milavečské kultury a z přelomu raného a vrcholného středověku. Tvrziště může být pozůstatkem opevněného místa (tzv. propugnaculum) v rámci klášterního hospodářského dvora, nebo sídlem drobného šlechtice v klášterních službách.
Roku 1420 nechal král Zikmund Sechutice zapsat bratřím Hanušovi a Bedřichovi z Kolovrat na Libštejně a Krašově za pomoc proti husitům. Při vpádu husitů byl dvůr v letech 1425 a 1430 vypálen a zpustošen, následně se opět vrátil do majetku kláštera.

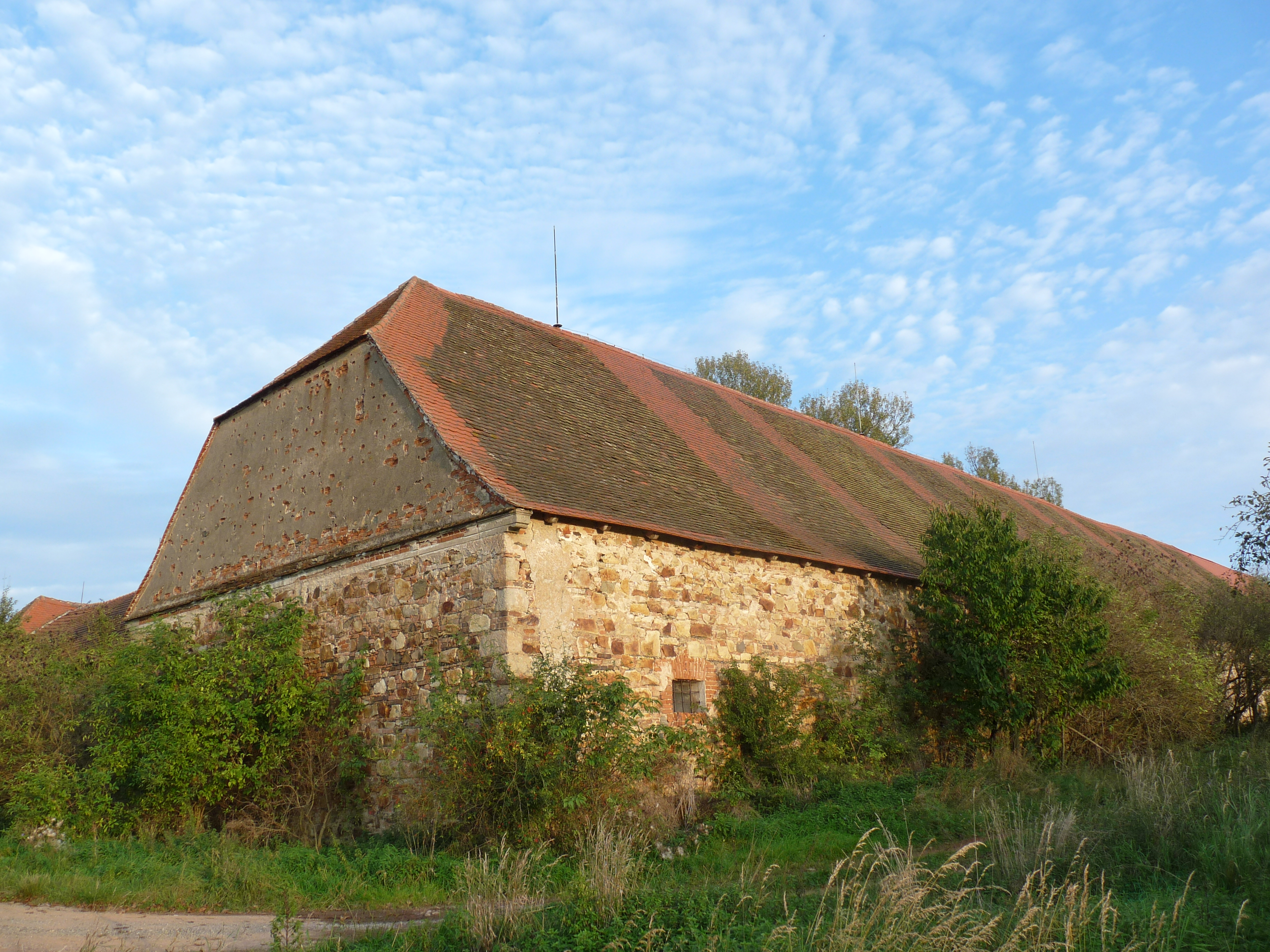
Stodola

Jan Kellner, opat zchudlého kláštera, zastavil se svolením krále Jiřího z Poděbrad roku 1460 Sechutice s poli a lesy Slaviborovi Prackovi ze Svinné za půjčku 600 uherských zlatých. Místo úroků měl Pracek pobírat užitky z panství do konce svého života a po smrti se měl majetek vrátit zpět klášteru. Slavibor Pracek zemřel v roce 1510 a klášter pronajal pusté sechutické pozemky výrovským osadníkům.

## Gryspekové
V roce 1539 získal Florián Gryspek Kaceřov spolu s mnoha okolními vesnicemi a požádal krále Ferdinanda I. o připsání zpustlých sechutických pozemků. Král bez jednání s klášterem Gryspekovi vyhověl a ten kromě sechutických pozemků zabavil i louky pod Výrovem, ze kterých se platilo klášteru. Plaský opat Bohuslav se o změně nedozvěděl a dál se marně dožadoval 50 kop od výrovských a od Gryspeka, až si roku 1554 stěžoval u krále, ale neúspěšně.
V polovině 16. století zaznamenaly Sechutice mohutný stavební rozvoj: Gryspek nechal vystavět nový hospodářský dvůr s renesančním zámečkem či tvrzí, ovčín a pivovar se spilkou a krčmou. Ovčín, který mohl pojmout okolo 1100 kusů ovcí, stál při cestě k Výrovu (zbořen byl v sedmdesátých letech 20. století). Pivovar stával mezi dvorem a rybníkem Pivovárek, vařilo se v něm světlé pivo, ročně bylo 24 varů a pivo se prodávalo do vsí. Podruhové z Kralovic museli na sechutickém dvoře robotovat jeden den ročně při žních.
Opat Vavřinec Řinský podal roku 1571 novou stížnost císaři, v níž dokazoval příslušnost Sechutic k majetku kláštera a jejich neprávní zabavení Gryspekem. Za vyjádření v žádosti hnal Florián Gryspek opata k zemskému a komornímu soudu. Roku 1588 Florián umírá a jeho syn Karel Gryspek se na Sechuticích usadil. Staly se střediskem jeho panství, do kterého patřil ještě Výrov a Lomany. Opat Kašpar z Werden a jeho nástupce Adam Wild podali na Karla Gryspeka a jeho sourozence v letech 1592–1600 žaloby, aby navrátili neprávem držené Sechutice, ale ani s jednou žalobou neuspěli. Karel Gryspek zemřel roku 1610, jeho majetek zdědil syn Václav. Když ten zemřel v roce 1620, připadly Sechutice ke Kaceřovu drženém bratry Florianem a Janem Jaroslavem. Za jejich účast na vzpouře byl Gryspekům zkonfiskován veškerý majetek a Sechutice se po více než 80 letech vrátily roku 1623 do majetku cisterciáckého kláštera.

## Do zrušení kláštera
Za třicetileté války se ve dvoře usadili vojáci: roku 1639 plukovník Burgsdorf a po jeho odchodu švédský generál Königsmark. Když dvůr opustili, byl zpustošen. Okolo roku 1650 byl klášterem opraven, po opravě v něm sídlil šafář a pět čeledínů.
Opat Ondřej Trojer začal v roce 1699, posledním roce svého života, stavět nový barokní dvůr s ovčínem a sýpkou, také oboru a bažantnici. Jeho nástupce opat Evžen Tyttl po dokončení stavby dvora Býkov ve stavbě zdejšího dvora pokračoval. Výstavbu velkorysého barokního dvora realizoval klášterní stavitel Matěj Ondřej Kondel, který první etapu dokončil v roce 1707. Na obdélném osově symetrickém půdorysu byla pravděpodobně ponechána gryspekovská renesanční budova v čele, po stranách byl dvůr uzavřen přízemními obytnými staveními, čeledníky, chlévy, stájemi a kolnami. Na straně proti dnešní sýpce byla postavena 100 m dlouhá třímlatová stodola, největší na klášterním panství. Po dokončení první etapy se klášter soustředil na výstavbu nového konventu v Plasích a výstavba barokního dvora pokračovala až po mnohaleté prodlevě. Renesanční budovu v čele dvora, jejíž zbytky jsou možná zachovány v základech, nahradila v roce 1725 dnešní podsklepená třípatrová barokní sýpka s polovalbovou střechou a osmibokou věžičkou se zvonem. Ve středu dvora stojí nádrž se studnou, má zachovalé barokní roubení. Dvůr byl obklopen ovocným sadem, zeleninovou zahradou a haltýřem. Jako jediný ze dvorů na plaském panství nemají Sechutice zámeček – absence je vysvětlována blízkostí Mariánské Týnice i samotného opatství. V roce 1715 byl do dvora přiveden švýcarský plemenný dobytek.
Urbanistický význam dvora pro klášterní panství určil i jeho situování – z jeho nároží vybíhala diagonálně čtveřice cest: jihozápadní směřovala ke klášteru v Plasích (po ní zůstala zachována pískovcová socha svatého Jana Nepomuckého na okraji lesa v místě zvaném U Jána), severovýchodní pak k proboštství v Týnci. Obě zmíněné cesty byly součástí staré plaské cesty. K nim příčné cesty směřovaly pak na severozápad k oboře, bažantnici, rybníku Oborák a dále ke dvoru Mladotice, druhá jihovýchodně k ovčínu, dnešní Hadačce a dále ke dvoru Rohy.
Zajímavé jsou urbanistické vazby dvora Sechutice s dalšími dvory a hlavními stavbami klášterního panství: spolu s opatstvím v Plasích, proboštstvím v Týnici a dvorem Hubenov leží v jedné ose vyjádřené původně cestami i přímými pohledy (samozřejmě je nutno přihlédnout k možnostem ve zdejší členité krajině). Dále Sechutice spolu s opatstvím v Plasích, dvorem Rohy a dvorem Býkov tvoří zcela pravidelný lichoběžník.
V majetku kláštera byl dvůr až do jeho zrušení roku 1785, kdy přešel pod správu Náboženského fondu.

## Současnost

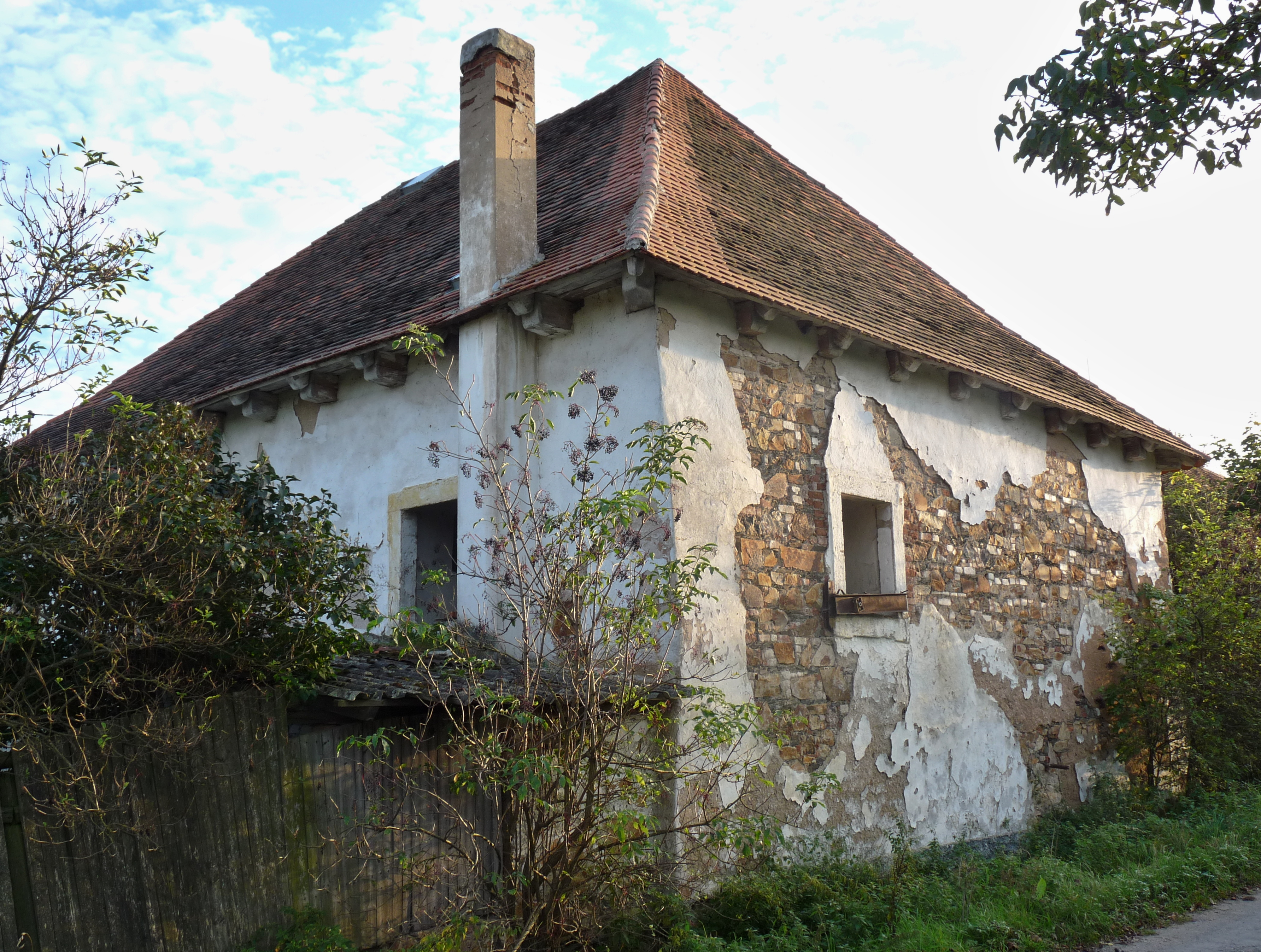
Obytné stavení

Hospodářský dvůr Sechutice patří mezi nejvíce ohrožené nemovité kulturní památky Plzeňska. Dvůr po roce 1989 získala v restitučním řízení fyzická osoba, je obýván a postupně opravován, především střechy. Silnice spojující Hadačku a Trojany dnes obchází dvůr ze severu, druhá cesta v ose Sechutice – Týnice – dvůr Hubenov je zachována jen v úseku od dvora k Pivovárku. Okolí dvora také nejspíš naruší plánované přeložení úseku silnice I/27, které povede mezi Sechuticemi a Hadačkou.